# محمد بدوي (لاعب كرة قدم)
محمد بدوي (24 مايو 1935 - 31 أغسطس 2002)، هو لاعب كرة قدم مصري لعب لنادي المصري ومنتخب مصر لكرة القدم.

## حياته
ولد في 24 مايو 1935 في حى المدبح ببورسعيد، كان أحد أفضل نجوم الكرة في الستينيات حيث كان مدافعاً صلداً اكتشفه حلمى مصطفى ومحمد موسى عام 1954. انضم لاشبال المصري عام 1955 - إلا انه لم يهنأ باللعب للمصري طويلاً لذهابه لأداء الخدمة العسكرية فأنضم لنادي الترام وتألق ولفت الانظار في الدورى الممتاز - فضمه نادي الأوليمبي حتى موسم 59 / 60. وبانتهاء الخدمة العسكرية طلب بدوى العودة للمصري في محنته، حيث كان المصري وقتها يصارع للصعود للاضواء بعد أن هبط للمرة الوحيدة في تاريخه موسم 57/ 58 نتيجة لتداعيات العدوان الثلاثي على بورسعيد إلا أن الاوليمبى رفض منحه الاستغناء فتوقف عن اللعب موسماً ونصف الموسم حتى وافق الاوليمبى وتنازل عنه لينضم المصري مجدداً ويلعب بجوار جيل عظيم بالمصري ضم محمد شاهين وعبد الرؤوف وعادل الجزار والعطوي صعدوا بالمصري مجدداً للأضواء في موسم 59 / 60.
بدأ بعدها مشوار التألق الحقيقي مع المصري حيث لعب 8 مواسم كاملة بالدورى وشارك فريقه في تحقيق الفوز برقم قياسي في تاريخ الدوري الممتاز لم يتم كسره حتى الآن عندما فاز المصري على بنى سويف 11/ صفر في 31 يناير عام 1964 وكان نصيب بدوي منها 5 أهداف دفعة واحدة ليكون بذلك أحد 4 لاعبين سجلوا 5 أهداف في مباراة واحدة في تاريخ الدورى العام بجانب محمد عماشه وتوتو واسامه حسنى. استعان به الأهلي امام العملاق البرتغالي بنفيكا الذي كان بطلاً لأوربا وقتها ليسهم في فوز الاهلى بالمباراة 3 /2 عام 1962 كما لعب مع الزمالك امام ريال مدريد وخسر الزمالك 4 / 1 عام 1964.
بلغ رصيد بدوي من الأهداف إلى 36 هدفاً واختير ثالث احسن لاعب في مصر عام 1962 بعد طه إسماعيل وبدوي عبد الفتاح كما لعب للمنتخب في بطولة جاكارتا ودورة طوكيو الاوليمبيه عام 1964 وسجل أهدافاً مؤثرة وفازت مصر بالمركز الرابع بالدورة وسجل رفيقه بالمصري محمد شاهين هدف التعادل لمصر أمام البرازيل. كان بدوي جوكر الفريق القومى حيث لعب في جميع مراكز الملعب دفاعاً وصانعاً للألعاب ومهاجماً.
اشتهر بلقب «بدوى فتاكه» وهو لقب اطلقه عليه نجيب المستكاوي نظراً لتحكمه في الكرة في المواقف الصعبة مع قدرته على استعراض مواهبه بها وسط عدد كبير من اللاعبين المنافسين.
اعتزل بدوي اللعب عام 1967 بسبب توقف النشاط الكروي في مصر في أعقاب نكسة 67 بعد رحلة من العطاء والوفاء والإخلاص لناديه رغم الاغراءات المالية من اندية القاهرة (الأهلي والزمالك) إلا أنه رفض الانتقال من بورسعيد. واصل اولاده مسيرة والدهم الكروية إلا أنهم لم يحققوا نفس النجاحات حيث لعب تيسير بدوى للاهلي موسم 82 / 83 ثم ذهب لدول الخليج، وابناه معتز بدوى وطارق بدوى.